# Кърджали (Пушкин)
Вижте пояснителната страница за други значения на Кърджали.
„Кърджали“ (на руски: Кирджали) са две едноименни литературни произведения на руски език – стихотворение (1828) и повест (1834), от руския поет и писател Александър Сергеевич Пушкин. Стихотворението е за трудния бит в българските села в областта Буджак (Южна Бесарабия), а повестта, както авторът посочва в нея, е за български разбойник.
Руският лирик живее 3 години (1821 – 1824) в неотдавна присъединените към Руската империя южни области Новорусия и Източна Молдова, предимно в градовете Кишинев и Одеса.
Синът на поета, генерал Александър Александрович Пушкин, участва в Освободителната война от 1877 – 1878 г., сложила край на турското владичество, и е командир на 13 Нарвски хусарски полк от „летящия отряд“ на Лермонтов, който освобождава Бургас.

## Стихотворение „Кърджали“
В степях зелёных Буджака,

Где Прут, заветная река,

Обходит русские владенья,

При бедном устьи ручейка

Стоит безвестное селенье.

Семействами болгары тут

В беспечной дикости живут,

Храня родительские нравы,

Питаясь трудом,

И не заботятся о том,

Как ратоборствуют державы

И грозно правят их судьбой.

## Повест „Кърджали“
Главен герой на повестта „Кърджали“ е български разбойник, действал в района на Яш в Молдова – той е заловен от руснаците и предаден на османските власти, но успява да избяга и продължава дейността си. „Кирджали был родом булгар. Кирджали на турецком языке значит витязь, удалец (войвода, храбрец). Настоящего его имени я не знаю.“ – посочва Пушкин.
Според някои източници прототипът на главния герой е историческа личност, български хайдутин на име Георги Кърджали. Някои автори оспорват това и смятат героя за измислен или за събирателен образ на български хайдути, а според Пламен Павлов сред възможните прототипи е Индже войвода.
Творбата е създадена в Санкт Петербург към 1834 г., близо 7 години след като А. С. Пушкин е напуснал Молдова и Новорусия.
В повестта виждаме литературния герой в Молдова като участник в бунта в Дунавските княжества през 1821 година, поставил началото на Гръцката война за независимост.)
Разказът е драматичен поглед в тези събития, участниците в тях и царящата атмосфера в тази гранична зона на Балканите с художествено пресъздадени реални исторически факти за въстанието и битката при Скулени, в която, отказал да се спаси с бягство на руския бряг на река Прут, Стоян Индже умира.
Повестта е публикувана за пръв път в „Библиотека для чтения“, 1834 г., т. VII, кн. 12.